# Lilli Suburg
Lilli Suburg, vagy ismert még mint Caroline Suburg (1840. augusztus 1. – 1923. február 8.) észt író, női egyenjogúság aktivistája. Az észt nemzeti öntudatot serkentő  kultúrtörténeti személyiség. Születési helye Észtországban a később Vändra új részévé lett Rõusa volt. Elhalálozásának helye: Valga, Észtország.
1859-ben fejezte be a német nyelvű leányiskolát Pärnuban. 1869-ben szerzett általános iskolai és házi tanítói képzettséget Tartuban. Később az újságírás felé fordult. Suburg a Pärnu Postimees  (Pärnui Postás) lap szerkesztőjeként működött 1878-ban és 1879-ben. Pärnuban 1882-ben általános magániskolát alapított lányok számára. Liina c. kisregénye 1877-ben jelent meg.